# Transport w Namibii
Ten artykuł dotyczy systemu transportu w Namibii, zarówno publicznego, jak i prywatnego.

## Ważne informacje

### Historia
Początki zorganizowanych podróży i tras komunikacyjnych na terenie południowo-zachodniej Afryki, czyli dzisiejszej Namibii, nie zostały jeszcze ustalone. Wynika to z braku pisemnych zapisów dotyczących dróg sprzed schyłku XIX wieku. Prace archeologiczne datują jeden ze szlaków w południowo-zachodnim masywie Brandberg na 1250 n.e. Chociaż nie znaleziono innych tak wczesnych przykładów dróg, jest pewne, że trasa ta nie była jedyna w swoim rodzaju.
Pierwsza stała droga, zbudowana w celu przejazdu wozów ciągniętych przez woły, powstała z inicjatywy Heinricha Schmelena, nadreńskiego misjonarza w Bethanie na początku XIX wieku. Droga ta prowadziła z Bethanien do Angra Pequeña, dzisiejszego miasta Lüderitz, i miała służyć jako naturalny port, powstały w celu uniezależnienia się od Kolonii Przylądkowej.

## Transport drogowy

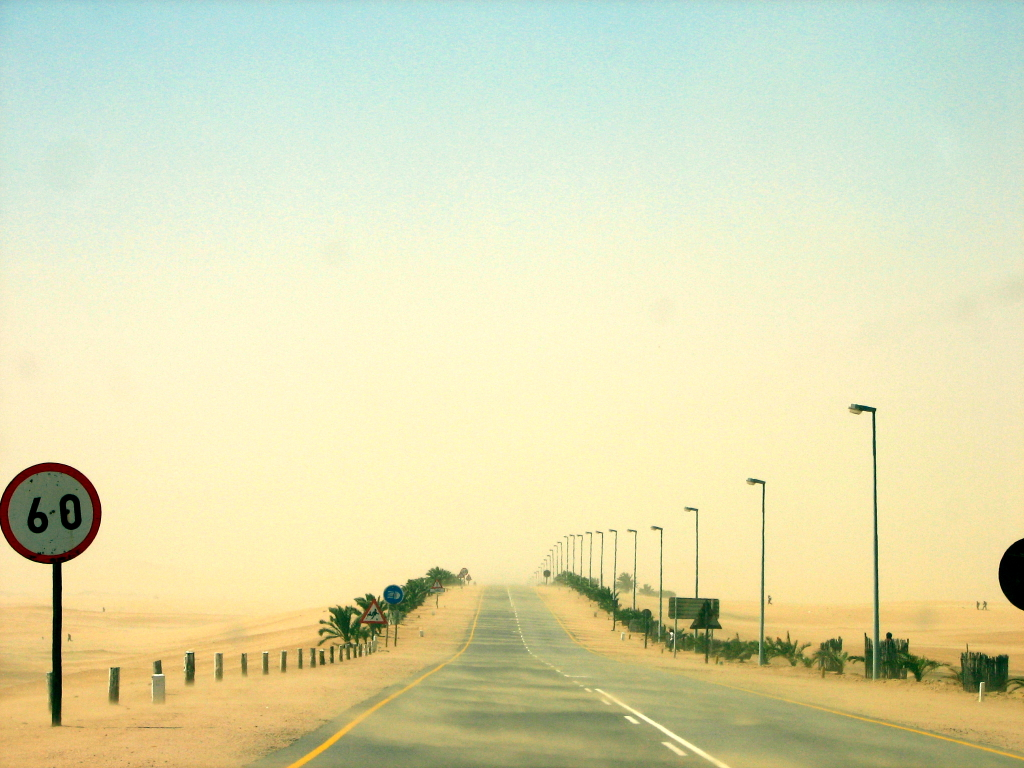
B2 między Walvis Bay i Swakopmund. Warunki wietrzne i bliskość wydm prowadzą do zmniejszenia widoczności i piasku pokrywającego asfalt

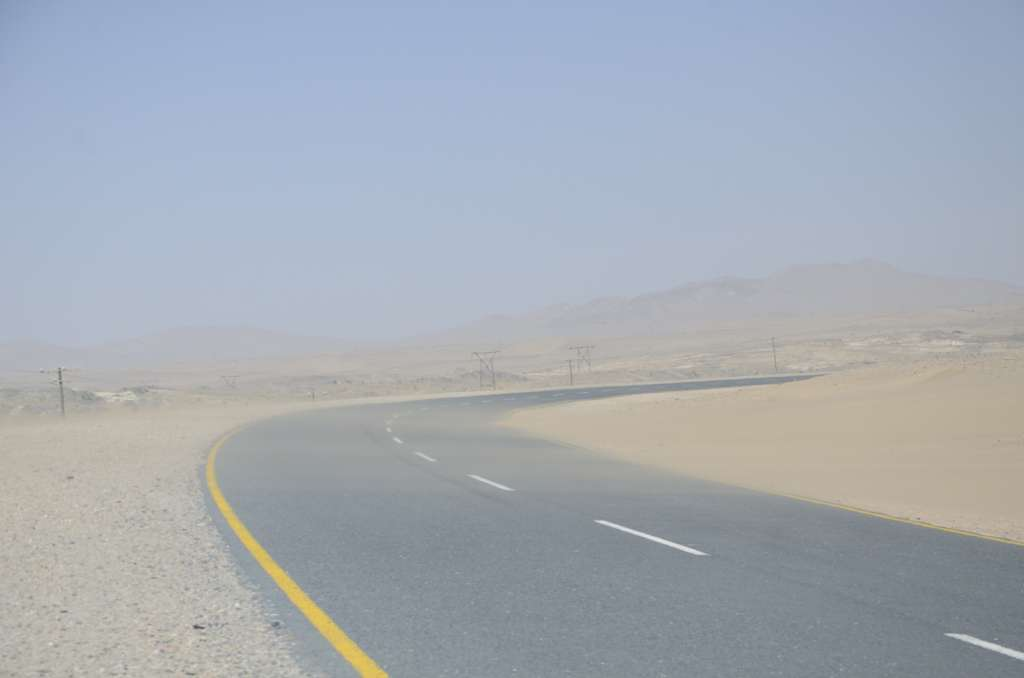
Autostrada B4 w pobliżu Luderitz

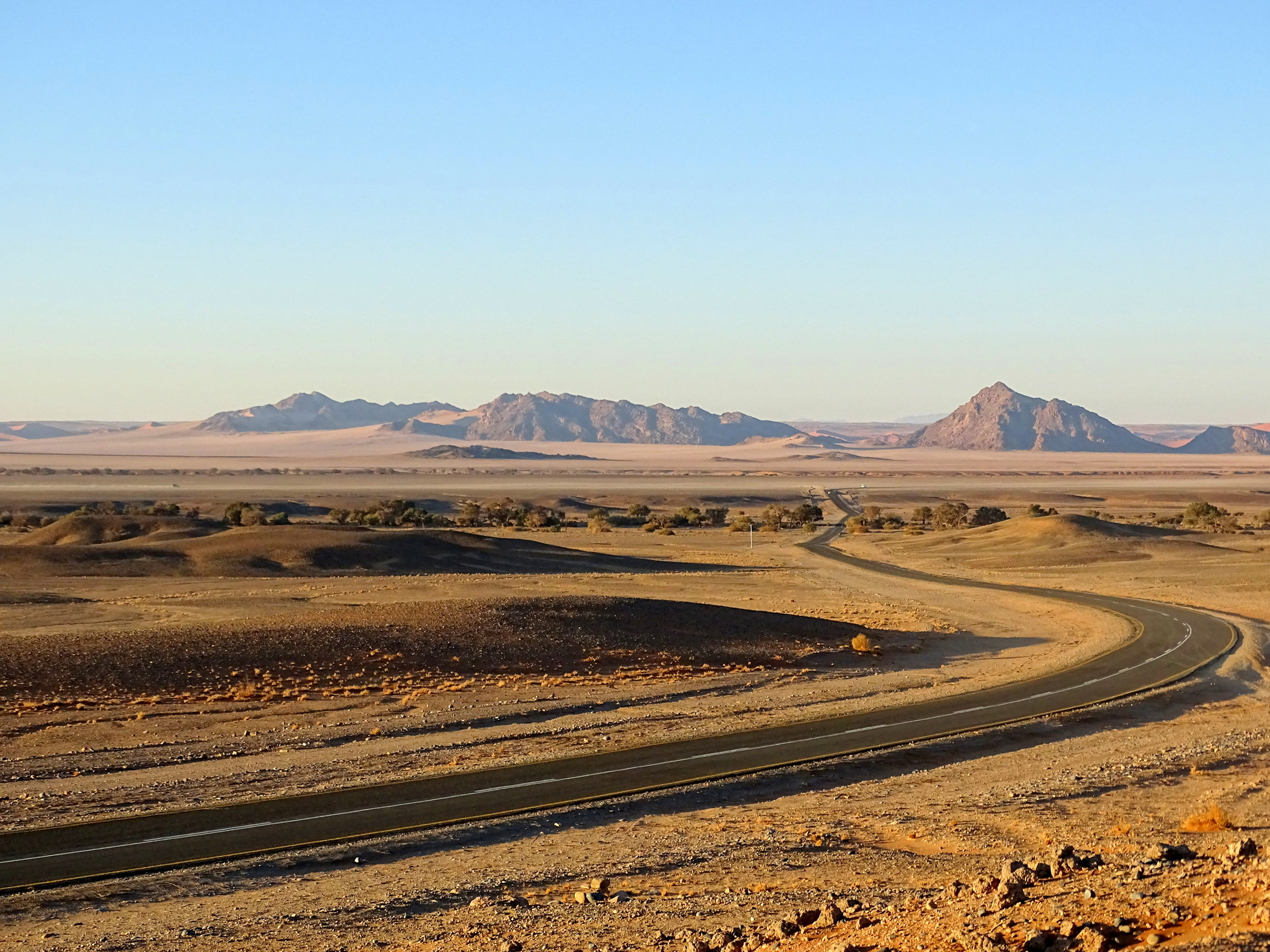
Ujęcie na drogę D826 w kierunku Sossusvlei

Sieć drogowa Namibii jest uważana za jedną z najlepszych na kontynencie; budowa i konserwacja dróg spełnia międzynarodowe standardy. W kraju 48 875,27 km dróg (2017 r.) jest zarządzanych przez Zarząd Dróg, przedsiębiorstwo państwowe utworzone na mocy ustawy nr 17 z 1999 r. Ze względu na małe natężenie ruchu większość dróg nie jest pokryta asfaltem. Rozkład nawierzchni dróg jest następujący:
- 6664 km standardowe bitumowe drogi
- 412 km dróg z przeważającą ilością żwiru, ale pokryte cienką warstwą bitumu, aby zmniejszyć koszty utrzymania i tworzenia się pyłu.
- 25 710 km dróg żwirowych, pokrytych żwirem importowanym.
- 11 460 km dróg gruntowych. Drogi te są budowane poprzez usuwanie roślinności. Ubijanie odbywa się poprzez ruch drogowy. Niektóre z tych dróg są w ogóle nie klasyfikowane, składają się po prostu z ziemnych lub piaszczystych ścieżek oddzielonych roślinnością. Tory te są używane tam, gdzie spodziewane jest codzienne użytkowanie mniej niż pięciu pojazdów.
- 288 km dróg solnych. Drogi te w większości składają się ze słonej wody i materiałów bogatych w gips. Są budowane tylko w pobliżu wybrzeża Atlantyku.

### Drogi według regionów (2017)
| Region       | Bitum (km) | Żwir (km) | Sól (km) | Ziemia (km) | Inni (km) | Całkowity (km) | Kilometry na 1000 km² |
| ------------ | ---------- | --------- | -------- | ----------- | --------- | -------------- | --------------------- |
| Erongo       | 466,9      | 1748,3    | 269,9 0  | 1025,7      | 14.2      | 3524,98        | 55.5                  |
| Hardap       | 654,7      | 4566,4    | 0,0      | 1358,9      | 0.0       | 6597,95        | 59.9                  |
| Karas        | 1314,7     | 4989,0    | 5.0      | 1347,9      | 2.1       | 7658,62        | 47.6                  |
| Kavango East | 344,4      | 465,9     | 0.0      | 673,2       | 82.5      | 1656,95        | 64,7                  |
| Kavango West | 428,0      | 218,8     | 0.0      | 629,3       | 24.3      | 1300,41        | 56,0                  |
| Khomas       | 361,8      | 1729,0    | 0.0      | 666,2       | 70.9      | 2827,85        | 76.8                  |
| Kunene       | 515,5      | 2644.1    | 25,0     | 1524,5      | 186,6     | 4895,68        | 33.9                  |
| Ohangwena    | 359,2      | 316,9     | 0.0      | 350.2       | 303,5     | 1329,71        | 125,4 0               |
| Omaheke      | 445,4      | 2974,1    | 0.0      | 2055.0      | 33.6      | 5508.09        | 73.8                  |
| Omusati      | 726,4      | 486,8     | 0.0      | 750,6       | 261,8     | 2225,58        | 163,2                 |
| Oshana       | 129.2      | 261,7     | 0.0      | 178,2       | 182,6     | 751,78         | 141,8                 |
| Oshikoto     | 513,3      | 934,2     | 0.0      | 328,9       | 12.6      | 1789.06        | 67.3                  |
| Otjozondjupa | 1137,6     | 4454,0    | 0.0      | 1702,6      | 66.1      | 7360,35        | 69.9                  |
| Zambezi      | 504,7      | 257,4     | 0.0      | 697,4       | 79.8      | 1539,26        | 78.8                  |

Główne autostrady w Namibii to:
- A1 (autostrada) z Windhuk do Okahandja 74 km (45,98 mi).
- B1 w dwóch nieciągłych częściach, najpierw 802 km (498,34 mi) od Noordoewer (granica południowoafrykańska) do południowego końca autostrady A1 w Windhuk, a następnie wznowienie na północnym końcu autostrady A1 w Okahandja i kurs 665 km (413,21 mi) do Oshikango (granica angolska). Łącznie obie sekcje mają długość 1467 km (911,55 mi).
- B2 z Walvis Bay do Okahandja, 320 km (198,84 mi).
- B3 od Ariamsvlei (granica RPA) do Grünau, 179 km (111,23 mi).
- B4 z Lüderitz do Keetmanshoop, 334 km (207,54 mi).
- B6 od Windhuk do Buitepos (granica Botswany), 318 km (197,6 mi).
- B8 z Otavi przez Katima Mulilo do Ngoma (granica Botswany), 929 km (577,25 mi).
  - 4 km (2,49 mi) odcinek ostrogi, również oznaczony B8, przebiega między Katima Mulilo a mostem Katima Mulilo (granica Zambii).
- B8 z regionu Ohangwena do Rundu, 439 km (272,78 mi).
- B10 z Nkurenkuru do Katwitwi (granica z Angolą), 14 km (8,7 mi).
- B14 od Grootfontein do Gobabis, 389 km (241,71 mi).
- B15 od Tsumeb do Mpungu, 133 km (82,64 mi).

### Wypadki drogowe
W 2018 roku w Namibii zarejestrowano około 393 062 samochodów (169 911 w stolicy Windhuk). Namibia charakteryuje się stzosunkowo wysoką częstością wypadków drogowych w porównaniu z nieliczną populacją. W 2011 roku w 2846 wypadkach zginęło 491 osób. Przyczynami są często nadmierna prędkość i lekkomyślność podczas jazdy, a także ogólne nieprzestrzeganie przepisów ruchu drogowego. Bezpańskie zwierzęta są również częstą przyczyną wypadków, szczególnie w regionie Kavango.

## Transport kolejowy
Transport kolejowy w Namibii ma długość 2687 kilometrów i jest obsługiwany przez TransNamib.

Mapa sieci kolejowej Namibii

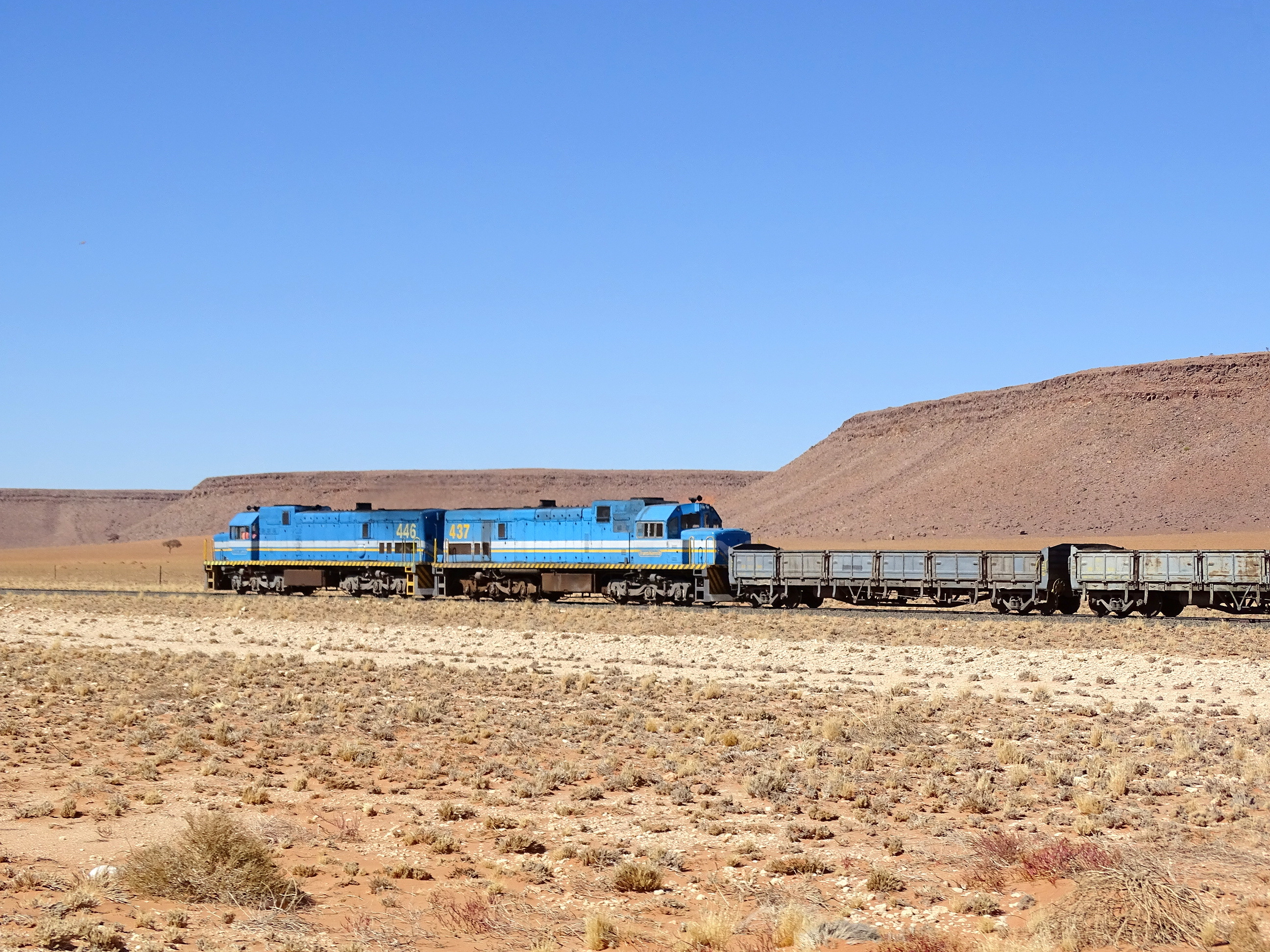
Pociąg TransNamib w pobliżu Kolmanskop

### Połączenia kolejowe z sąsiednimi krajami
- Angola – obecnie nie ma połączenia kolejowego z Angolą, chociaż podpisano umowę na budowę połączenia między nimi.
- Botswana – obecnie nie ma połączenia kolejowego z Botswaną, chociaż oba kraje używają tej samej szerokości toru. Od lutego 2011 r. trwa budowa połączenia kolejowego Trans-Kalahari między polami węglowymi Botswany i Walvis Bay (Transport kolejowy w Botswanie)
- Republika Południowej Afryki – istnieje połączenie kolejowe z RPA; oba kraje używają tej samej szerokości toru miernik. (Transport kolejowy w RPA)
- Zambia – obecnie nie ma połączenia kolejowego z Zambią, chociaż oba kraje używają tej samej szerokości toru. Od lutego 2011 roku mówi się o przedłużeniu linii kolejowej do granicy z Zambią[4]. (Transport kolejowy w Zambii)

### Oś czasu

#### 1899
- Przedsiębiorstwo Górniczo-Kolejowe Otavi

#### 2002
- Namibia staje się ośrodkiem regionalnym

#### 2007
- Grudzień – postęp
- 26 października – Rozmowy między Namibią a Angolą dotyczące połączenia z Namibią a Chamutete w Angoli.
- 18 października – Według raportu Engineering News, planowana jest rozbudowa trasy z Grootfontein do Katima Mulilo na granicy z Zambią o 700 km. Studium wykonalności do marca 2008 r. wg Grupy Walvis Bay Corridor: „Skupiamy się na ułatwieniu handlu, aby skrócić czas dojazdu i zmniejszyć koszty jazdy. Naszym celem są kopalnie miedzi w Zambii. Katima Mulilo po wybudowaniu motu na Zambesi, ma około 130 km do najbliższej linii kolejowej w Zambii w linii prostej. Jednym z pomysłów jest zmodernizowanie linii z Mulobezi do Livingstone (80 km), chociaż są rozważane krótsze i prostsze trasy.

#### 2008
- Propozycja budowy linii elektrycznej prowadzącą przez Pustynię Kalahari do Palapye w Botswanie.

## Porty i przystanie
- Swakompmund[5]
- Walvis Bay – końcowy przystanek jednej z linii kolejowej,
- Lüderitz – końcowy przystanek jednej z linii kolejowej.

## Lotniska
Międzynarodowy port lotniczy Windhuk Hosea Kutako jest głównym międzynarodowym portem lotniczym w kraju. Dwa inne międzynarodowe lotniska to Walvis Bay Airport i Eros Airport w Windhuk.